# Huaxtla, Puebla
Huaxtla är en ort i Mexiko.   Den ligger i kommunen Tlatlauquitepec och delstaten Puebla, i den sydöstra delen av landet, 180 km öster om huvudstaden Mexico City. Huaxtla ligger 1 935 meter över havet och antalet invånare är 600.
Terrängen runt Huaxtla är lite bergig. Runt Huaxtla är det ganska tätbefolkat, med 134 invånare per kvadratkilometer. Närmaste större samhälle är Teziutlan, 15,3 km öster om Huaxtla. I omgivningarna runt Huaxtla växer huvudsakligen savannskog.